# Arquà Petrarca
Arquà Petrarca (från början enbart Arquà) är en by och comune mellan städerna Padua och Ferrara i nordöstra Italien. Byn ingår i provinsen Padova som ligger i Venetoregionen. Kommunen hade 1 825 invånare (2018).

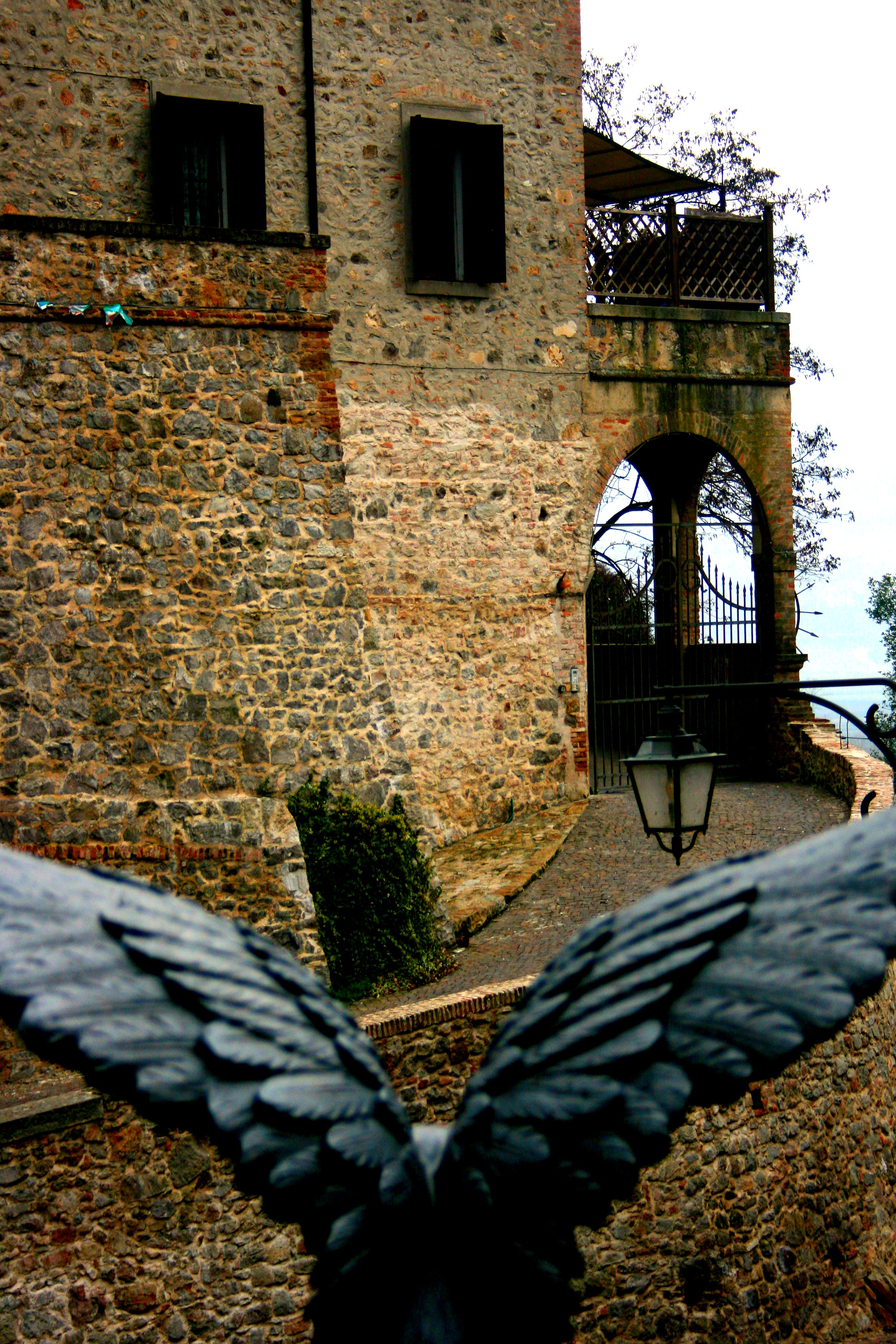
Casa Petrarca.

Arquà var den plats där poeten Francesco Petrarca levde de fyra sista åren av sitt liv och där han dog och begravdes år 1374. Till hans ära har byn sedan 1870 fogat namnet Petrarca till sitt eget. Åren 1976-1977 hölls prisceremonin för det internationella litteraturpriset Petrarca-Preis i byn (även om vinnaren 1977 hade tackat nej och uteblev). År 2004 firades här och i den närbelägna staden Padua 700-årsminnet av poetens födelse. Casa Petrarca, huset där Francesco Petrarca bodde är numera museum ägnat diktaren.
Byn har en medeltida prägel. Den är anlagd på sluttningarna till Monte Ventolone och Monte Calbarina, vilka hör till Colli Euganei, en samling kullar med vulkaniskt ursprung, namngivna efter det forntida folket euganeier. Tillsammans utgör dessa höjder sedan 1989 en stor friluftspark i Veneto och omfattar sammanlagt femton byar och åttioen kullar.
Olivlundar finns här, med en lokal produktion av olivolja, liksom honung och kastanj.